# Bernardo (personnage)
Pour les articles homonymes, voir Bernardo.
Bernardo est un personnage de fiction créé en 1919 par Johnston McCulley (1883-1958) : il est le fidèle serviteur de Don Diego de la Vega dont il partage la complicité de la double identité de Zorro. 
Il se fait passer pour sourd-muet, mais il n'est que muet et fait part à son maître des indiscrétions qu'il peut entendre.

## Interprètes
Bernardo, joué par Tote Du Crow, apparait dans Le Signe de Zorro (film, 1920). Dans la série « Zorro » des studios Disney, Gene Sheldon joue ce rôle. La série télévisée d'animation italo-japonaise La Légende de Zorro l'intègre aussi dans ses personnages.